# Соролансаари
Соролансаари (фин. Sorolansaari — «Сорольский остров») — небольшой скалистый остров в Ладожском озере. Относится к группе Западных Ладожских шхер. Принадлежит Лахденпохскому району Карелии, Россия.
Вытянут с северо-запада на юго-восток. Длина 7,5 км, ширина 3 км.
Остров вытянут с северо-запада на юго-восток, образуя южную оконечность Якимварского залива. Имеет два глухих озера — Соуконлампи и Кайястинлампи, а также несколько ручьев. Северные и восточные берега сильно изрезаны, каменистые. Наивысшая точка — 91 м, скала Колкорванвуори на юго-западной стороне. В юго-восточной части острова есть заболоченные места. Почти весь покрыт лесами.
На северо-западе расположено село Сорола, которое связывает с материком мост. Справа и слева от моста находятся дачные участки.
На северной стороне острова находится мыс Тинатсу, в котором есть небольшая пещера, называемая местным населением «Пещера Соломона». Финны добывали здесь кварц для производства стекла.
Слева от моста располагаются развалины старой финской лесопилки (фин. Annalan saha) из красного кирпича.
На юго-западном берегу находится высокая скала Моисея (фин. Mooseksenkallio) — 88 м. На ней есть интересное геологическое образование — каменная чаша.
Крайняя точка на востоке — мыс Кельпянниеми. Местное население называет его «Мыс связистов». Там остались несколько бетонных сооружений и разрушенное укрепление для огневой точки.
В советское время на острове располагался детский лагерь «Зелёный остров». Развалин от его строений почти не осталось, но сохранилась статуя пионерки.
Также за бывшим пионер лагерем в сосновом бору есть маленькое кладбище, дата последнего захоронения — 2004 год.